# Constable (Nowy Jork)
Constable – miasto w Stanach Zjednoczonych, w stanie Nowy Jork, w hrabstwie Franklin.